# Comando de Aeródromo E 15/XII
El Comando de Aeródromo E 15/XII (Flieger-Horst-Kommandantur E 15/XII) fue una unidad de la Luftwaffe durante la Segunda Guerra Mundial.

## Historia
Fue formado el 26 de agosto de 1939 en Nidda, como Comando de Aeródromo E Nidda. En marzo de 1940 (?) es renombrado como Comando de Aeródromo E 15/XII. El 1 de abril de 1944 es renombrado como Comando de Aeródromo E (v) 218/XII.

## Servicios
- 1939 – 1940: en Nidda.
- 6 de junio de 1940 – 8 de junio de 1940: en Grupilly.
- 9 de junio de 1940 – 11 de junio de 1940: en Secourt.
- 11 de junio de 1940 – junio de 1940: en Maast.
- julio de 1940 – abril de 1944: en Théville (Francia).